# Mankell (släkt)
Mankell är ett efternamn av tyskt ursprung. Den 31 december 2014 var 17 personer med detta efternamn bosatta i Sverige.

## Personer med efternamnet Mankell
- Abraham Mankell (1802–1868), musikhistoriker, sångpedagog, tonsättare och kyrkomusiker
- Bernhard Mankell (1871–1947), skolledare
- Gustaf Mankell (1812–1880), tonsättare, organist och musiklärare
- Henning Mankell (1948–2015), författare och dramatiker
- Henning Mankell (tonsättare) (1868–1930), tonsättare och kritiker
- Ivar Mankell (1906–1972), häradshövding
- Johan August Mankell  (1825–1868), musikdirektör
- Jon Mankell (född 1980), filmproducent
- Julius Mankell (1828–1897), militärhistoriker och politiker, liberal
- Otto August Mankell (1838–1885), arkitekt, litograf och illustratör

## Den svenska släkten Mankell
Samtliga omnämnda personer ovan tillhör en släkt som härstammar från Johann Hermann Mankel (den äldre, död senast 1801), som var bonde i Nieder Asphe i Oberhessen, Tyskland, gift med Elisabeth Dersch. 
Deras yngste son Johann Hermann Mankell (den yngre, 1763–1835) blev efter att ha omvänts till herrnhutismen först lärare i den herrnhutiska församlingen i Niesky i Sachsen men flyttade sedermera till Danmark och blev 1799 organist i Christiansfelds församling. Han gifte sig 1801 med en dotter till en förmögen herrnhutisk stockholmsköpman, Abraham Keyser. Äktenskapet upplöstes 1814 på grund av Mankells otrohet. Han flyttade 1816 till Karlskrona i Sverige där han titulerades musikdirektör och 1824 ingick nytt äktenskap. Han hade barn i båda äktenskapen, däribland sönerna
Abraham, Wilhelm August och Gustaf i det första äktenskapet samt Johan August och Emil Theodor i det andra.  Alla kom på olika sätt att ägna sig åt musiken. Dottern Fredrika Wilhelmina gifte sig med senare universitetskapellmästaren och domkyrkoorganisten Wilhelm Gnosspelius (1809–1887).
Författaren Henning Mankell (1948–2015) var barnbarnsbarn till Emil Theodor Mankell. 

### Släktträd i urval
- Johann Hermann Mankell (den yngre, 1763–1835), lärare och musiker 
  - Abraham Mankell (1802–1868), musikhistoriker, sångpedagog, tonsättare och kyrkomusiker
    - Julius Mankell (1828–1897), militärhistoriker och politiker, liberal

  - Wilhelm August Mankell (1803–1874), pianofabrikör
    - Otto August Mankell (1838–1885), arkitekt, litograf och illustratör

  - Gustaf Mankell (1812–1880), tonsättare, organist och musiklärare
  - Johan August Mankell  (1825–1868), musikdirektör
  - Emil Theodor Mankell (1834–1899), teckningslärare och violinist
    - Henning Mankell (tonsättare) (1868–1930), tonsättare och kritiker
      - Ivar Mankell (1906–1972), häradshövding
        - Henning Mankell (1948–2015), författare och dramatiker
          - Jon Mankell (född 1980), filmproducent